# Paul Mullen

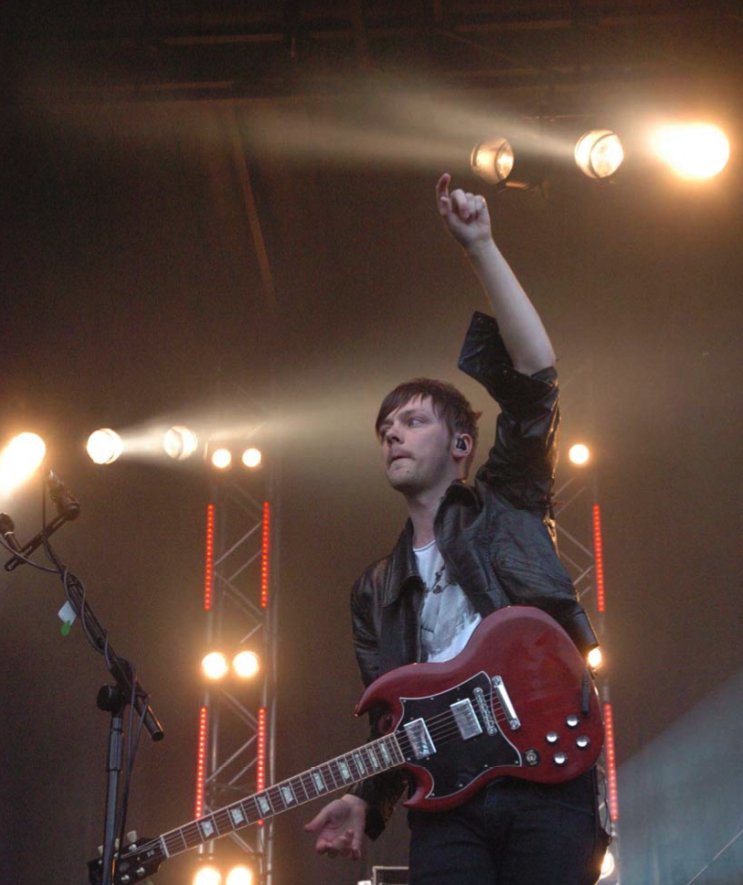

Paul Mullen (nació el 6 de septiembre de 1982, Houghton-le-Spring) es un músico inglés, conocido por ser el guitarrista y vocalista principal de la banda de Newcastle Yourcodenameis:milo que se desintegró en 2007. En 2008, Mullen se unió a The Automatic como guitarrista, tecladista y vocalista. Después de esto, Paul reside en Cardiff.

## Carrera musical

### Yourcodenameis:milo (2002-2007)
YCNI:M se formó en 2002 en Washington (Tyne y Wear) con Paul interpretando la voz principal, guitarra y sintetizadores, con quien lanzó dos álbumes: Ignoto y They Came From the Sun, además del miniálbum All Roads to Fault y el álbum de colaboración: Print is Dead Vol. 1 con artistas como Gordon Moakes de Bloc Party, Tom Vek, Lethal Bizzle, Get Cape. Wear Cape. Fly y The Automatic.
En agosto de 2007 Yourcodenameis:milo anunció su separación indefinida diciendo:

Todos estamos especialmente orgullosos de todo lo que hemos alcanzado como banda pero creo que es tiempo de seguir adelante y explorar nuevos caminos musicales y no musicales.

### The Automatic (2007-presente)
En octubre de 2007 fue anunciado que Mullen se unía a The Automatic como segundo guitarrista. Paul ya había conocido a la banda al trabajar juntos en el álbum Print is Dead Vol. 1 en la canción The Trapeze Artist, y un amigo ajeno a las bandas se lo había sugerido. Los miembros originales (Rob, Frost y Iwan) ya habían escrito un número de canciones para su nuevo álbum. Cuando Paul se unió escribieron su primera canción como grupo "This Ship".

### Losers (2009 - presente)
El 10 de junio de 2013 Paul anuncia en la cuenta de Facebook de The Automatic su nuevo proyecto "Losers" el cual preparan su álbum debut “Beautiful Losers”, donde Paul toca el sintetizador, guitarra y es una de la voces principales de la banda.